# Crooked Creek (Krater)
Koordinaten: 37° 50′ 0″ N, 91° 23′ 0″ W
Crooked Creek ist ein Einschlagskrater in Crawford County, Missouri.
Der Krater hat einen Durchmesser von 7 Kilometern und entstand vor geschätzten 320 Millionen Jahren während des Mississippium. Er ist auf der Erdoberfläche zu sehen.